# لاویان
لاویان (به عبری: לֵוִי) کسانی هستند که به قبیله لوی تعلق داشته باشند. وقتی یوشع بن نون اسرائیلی ها را به سرزمین کنعان آورد افراد قبیله لوی تنها قبیله ای بودند که اجازه زمینداری نیافتند زیرا "خداوند پروردگارشان میراث آنان است" قبیله لوی مسئول انجام اعمال مذهبی خاصی در اسرائیل بودند. در ازای آن قبایل زمین دار باید مبلغی به عنوان عشره به آنها میدادند. کوهن ها قسمتی از قبیله لوی بودند. لاویانی که کوهن نبودند در معبد به نواختن موسیقی یا محافظت مشغول میشدند.

## در یهودیت امروزی
در یهودیت ارتدوکس امروزی لاویان دارای وظایف و حقوق خاصی هستند. لاویان وظیفه کمک به کوهن ها را دارند.

## جمعیت لاویان
مطالعات ژنتیک بر روی کروموزوم Y لاویان نشان داده است که ژنتیک لاویان به مردمان خاورمیانه شبیه است. این شباهت در میان لاویان اشکنازی نیز بسیار زیاد است.

## نامهای خانوادگی لاویان
بعضی لاویان برای مشخص شدن وضعیت خود در یهودیت نام های خانوادگی مرتبط انتخاب کرده اند. این نام ها لزوماً به معنی ژنتیک لاوی فرد نیست ولیکن اکثر افرادی که این نام ها را دارند لاوی هستنند.
- علوی Alevi : در کشورهای مسلمان
- Aguiló
- Bazes
- Benveniste
- Epstein
- Horowitz : معادل اروپایی هالوی در فارسی به صورت هوروش
- Joiner, Jenner, Genner, Genne, Schriner
- Levi, Lévy
- HaLevi
- Levin : روسی لوی در روسیه
- Lev
- Leviyev
- Lewicki : در لهستان
- Lević : در صربستان و کرواسی
- Loewy
- لیویان، بن لوی ، لیویم (Levian/Livian/Benlevi/Liviem) در بین پارسیان
- Segal
- Zemmel